# Исчезновение Анжелики Мельниковой
Анжелика Мельникова (бел. Анжаліка Мельнікава), спикер оппозиционного Координационного совета Беларуси, пропала в 2025 году. Об этом 28 марта сообщил Павел Латушко, заместитель главы Объединённого переходного кабинета, подав заявление в польские правоохранительные органы, поскольку Анжелика Мельникова имеет не только белорусское, но и польское гражданство.

## Заявления о пропаже
28 марта 2025 года Павел Латушко, заместитель главы Объединённого переходного кабинета и руководитель Народного антикризисного управления, сообщил, что вместе с Анжеликой Мельниковой 25 марта пропали также её дочери Анна (бел. Ганна) и Татьяна (бел. Таццяна), проживавшие в Варшаве.
29 марта пресс-секретарь польского Министерства внутренних дел Яцек Добжиньский (пол. Jacek Dobrzyński) заявил, что Мельникова находилась за пределами Польши ещё за несколько недель до этого. Позже Латушко уточнил, что она покинула страну 26 февраля и отправилась в Лондон, Великобританию. 30 марта читатель «Зеркала» сообщил, что видел бывшего мужа пропавшей, Андрея Мельникова (бел. Андрэй Мельнікаў), с дочками в Несвиже. 31 марта Латушко сообщил, что мобильный телефон спикера Координационного совета с 19 марта находится в Беларуси.
4 апреля Алексей Леончик, сооснователь инициативы BY_help и фонда BYSOL, проживающий в Британии, подал заявления об исчезновении Мельниковой в британскую полицию и Национальное агентство по расследованию преступлений. Однако британская полиция не провела расследования по этому делу.

## Версии исчезновения
В последний раз пропавшую видели на Шри-Ланке. Там же был её бойфренд Алексей Лобеев, который, по данным журналистского расследования, оказался сотрудником Управления военной контрразведки КГБ Беларуси.
По одной из версий, Анжелика Мельникова прилетела из Варшавы в Лондон, а из Лондона — в Шри-Ланку, где планировала отдохнуть. Там её задержал КГБ и вывез в Беларусь.
Дело может быть связано со 150 тысячами долларов, переведёнными на счёт фонда Białoruś Liberty, которым Анжелика Мельникова управляла до исчезновения.
По состоянию на 31 июля 2025 года не известно местоположение Анжелики Мельниковой, её состояние и причины исчезновения.